# Castillo de Kishiwada
Castillo de Kishiwada (岸和田城 Kishiwada-jō?) es un castillo japonés ubicado en la ciudad de Kishiwada, (prefectura de Osaka, Japón). Al final del período Edo, el castillo de Kishiwada fue la sede del clan Okabe, daimyō del Dominio de Kishiwada. El Jardín Honmaru del castillo está designado como Lugar Nacional de Belleza Escénica. El castillo también es conocido como Castillo Chikiri (千亀利城 Chikiri-jō?).

## Antecedentes
El castillo de Kishiwada está ubicado en el centro de la ciudad de Kishiwada, frente a la bahía de Osaka. Se trata de una ubicación muy estratégica, aproximadamente a medio camino entre las ciudades de Osaka y Wakayama y justo al sur del puerto de Sakai. Se encuentra en Kishū Kaidō, la ruta principal que conecta la zona de la capital de Japón con la provincia de Kii, y su ubicación costera era importante para el transporte desde el este de Shikoku hasta la provincia de Settsu y Kioto. Se desconoce cuándo se fortificó esta ubicación por primera vez. Durante el período Nanboku-chō, un señor de la guerra local llamado Kishiwada Osamu estaba subordinado a Kusunoki Masashige en la batalla de Minatogawa en 1336 y se cree que construyó una residencia fortificada aproximadamente a 500 metros al sureste del castillo actual. Más tarde cayó en manos del clan Ashikaga, que nombró al clan Hosokawa como shugo de la provincia de Izumi, y los Hosokawa designaron al clan Matsura como sus diputados. En algún momento desconocido, el castillo fue trasladado a su emplazamiento actual, sobre una pequeña colina en la terraza costera de la bahía de Osaka, protegida al norte y al sur por ríos.

## Historia
A principios del siglo XV, el clan Miyoshi (de la provincia de Awa) invadió y derrotó al clan Hosokawa y sus representantes, y se convirtió en gobernante de una gran parte de la región de Kansai. Miyoshi Yoshikata (1527-1562), el hermano menor de Miyoshi Nagayoshi, hizo del castillo de Kishiwada su base y reconstruyó ampliamente sus fortificaciones. Los Miyoshi también convirtieron a Sakai en un puerto internacional y se beneficiaron enormemente del comercio. El gobierno de Miyoshi resultó ser de corta duración y en la década de 1560 el clan estaba en eclipse y la provincia de Izumi se había derrumbado en un mosaico de hombres fuertes locales. Se convirtió en un campo de batalla entre las fuerzas de Oda Nobunaga y los seguidores de Saiga Ikki, seguidores locales del movimiento Ikkō-ikki, que buscaban derrocar el sistema feudal y establecer una república teocrática, y que se había aliado con su archienemigo, Templo Ishiyama Hongan-ji. Nobunaga se apoderó del castillo de Kishiwada y colocó a Oda Nobuharu como castellano para protegerse contra cualquier intento de los ejércitos de Saiga Ikki y Ishiyama Hongan-ji de unirse. Los temores de Nobunaga se hicieron realidad después de su asesinato en 1582. En 1584, Toyotomi Hideyoshi dejó desmanteladas las defensas de Osaka cuando marchó contra Tokugawa Ieyasu para consolidar su posición como sucesor de Nobunaga. En 1585, los ejércitos de Saiga Ikki aprovecharon este vacío para invadir la provincia de Izumi, pero fueron detenidos por los generales Matsuura Munekiyo de Hideyoshi con Nakamura Kazuuji con 8.000 hombres en la batalla de Kishiwada. El castillo de Kishiwada resistió el asedio de dos meses y se convirtió en la base de la conquista de la provincia de Kii por parte de Hideyoshi. Para asegurar el campo y continuar protegiendo el puerto de Sakai y su flanco trasero hacia Osaka, Hideyoshi colocó a su tío, Koide Hidemasa como castellano y reforzó las defensas de Kishiwada.
Koide construyó un tenshu de cinco pisos en el patio central, o "Honmaru". Este recinto era aproximadamente rectangular, de 100 por 50 metros y estaba protegido por muros de piedra y fosos de agua. El patio secundario, o "Ni-no-maru", se extendía en dirección a la bahía de Osaka y también tenía altos muros de piedra que protegían contra los ataques del mar. Recintos más pequeños rodeados de fosos de agua protegían estos dos recintos principales, que estaban conectados por un camino estrecho, de modo que el castillo tenía una configuración en "H". El área total del castillo era de aproximadamente 500 metros cuadrados, que era relativamente pequeño en relación con el tamaño de su tenshu y su importancia estratégica.
En la batalla de Sekigahara, Koide Hidemasa y su hijo mayor, Koida Yoshimasa, estaban con el ejército occidental derrotado. Sin embargo, Koide cubrió sus apuestas al tener a su segundo hijo, Koide Hideie, del lado del Ejército del Este, y como resultado, Koide Hideie heredó el Dominio Kishiwada bajo el recién establecido Shogunato Tokugawa. Fue transferido al dominio de Izushi en la provincia de Tajima en 1619 y reemplazado por Matsudaira Yasushige, convirtiendo a Kishiwada en un feudo de Fudai. Fue transferido en 1640 y el castillo fue entregado al clan Okabe, que gobernaría Kishiwada hasta la restauración Meiji. En 1623, se trasladó una torre yagura a Ninomaru Bailey desde el castillo de Fushimi.
En 1827, Tenshu fue incendiado por un rayo y no fue reemplazado. Después de la restauración Meiji, todos los edificios restantes en el castillo de Kishiwada fueron destruidos. Los patios de Honmaru y Ninomaru se conservaron como parque y, en 1954, se construyó un faux- tenshu de tres pisos para usarlo como museo local. En 1969 también se reconstruyeron varias puertas y yagura. Los muros de piedra y los fosos del castillo permanecen en relativamente buenas condiciones. El castillo se encuentra a diez minutos a pie desde la estación Takojizo de la línea Nankai Honsen en la línea principal Nankai o a 15 minutos a pie desde la estación Kishiwada.
El castillo de Kishiwada fue incluido como uno de los 100 mejores castillos japoneses continuos en 2017.

## El castillo en el cine
El castillo ha aparecido en la película Snake eyes (2021).